# Shipley (Derbyshire)
Pour les articles homonymes, voir Shipley.
Shipley est une paroisse civile et un village du Derbyshire, en Angleterre.